# Apor Vilmos
Boldog báró altorjai Apor Vilmos (Segesvár, 1892. február 29. – Győr, 1945. április 2.) boldoggá avatott magyar vértanú püspök, a Győri egyházmegye főpásztora.

## Élete
A neves erdélyi arisztokrata altorjai báró Apor család sarja. Édesapja altorjai báró Apor Gábor (1851–1898), az Ő Felsége Személye körüli magyar királyi minisztérium államtitkára, édesanyja erdődi gróf Pálffy Fidele (1863–1934). Az apai nagyszülei báró Apor Sándor (1820–1867), császári és királyi kamarás, a magyar királyi ítélőtábla bírája, földbirtokos, és Stresow Sarolta (1829–1902) voltak. Az anyai nagyszülei gróf Erdődy Géza (1834–1898), császári és királyi kamarás, a Vaskorona rend lovagja, nagybirtokos, valamint monyorókeréki és monoszlói gróf Erdődy Gizella (1835–1914) csillagkereszteshölgy voltak. Szülei harmadik gyermekeként született. Születése után néhány évvel a család Bécsbe költözött. Apját hatéves korában elvesztette.
A kalksburgi, majd a kalocsai jezsuitáknál tanult. Már gyermekkorában kialakult benne a papi hivatás iránti érdeklődés, ami a gimnáziumi évek alatt tovább erősödött. A Győri egyházmegye szemináriumába jelentkezett, ahonnan Széchényi Miklós püspök az innsbrucki egyetem teológia szakára küldte, ott szerzett diplomát. 1915. augusztus 24-én,  szentelte pappá Sigmund Waitz brixeni segédpüspök Nagyváradon. Működését a Nagyváradi egyházmegyében kezdte meg, ahová Széchényi Miklós püspök vitte magával. Gyulán kezdte meg szolgálatát segédlelkészként és tanárként. 26 évesen nagy tekintélyre tett szert, amikor a román katonák túszszedő akciója után, az elfogott gyulai polgárok ügyében – többedmagával – Bukarestbe utazott, s az angol arisztokrata származású román királynénál kieszközölte a túszok szabadon bocsátását.
1918-ban nevezték ki gyulai plébánosnak. Kinevezését elképzeléseinek megvalósítására használta föl. XIII. Leó pápa, valamint Prohászka Ottokár nyomdokain haladva kiemelten foglalkozott az egyház szociális felelősségével. Gyermek-ínségkonyhát működtetett, számos közösséget hozott létre, látogatta a fogvatartottakat, segítette a szegényeket és a betegeket, templomot újított föl, katolikus lapot alapított. 1919-ben, amikor a Tanácsköztársaság eltörölte a hittanoktatást az állami iskolákban, a szülők mozgósításával Gyulán elérte annak visszavonását. 1934-ben a ferences nővérek segítségével családlátogatásokba kezdett. 1937-ben a Szuverén Máltai Lovagrend tagja lett, mint tiszteleti konventuális káplán.

### Püspöki pályafutása
1941. január 21-én győri püspökké nevezték ki. Február 24-én, 49 éves korában Gyulán szentelte püspökké Serédi Jusztinián bíboros hercegprímás, Glattfelder Gyula csanádi és Czapik Gyula veszprémi püspök segédletével. Március 1-jén érkezett Győrbe, hivatalos beiktatására másnap került sor. Serédi 1941 elején őt nevezte ki a Magyar Szent Kereszt Egyesület elnökévé, amely testület az egész ország területére kiterjedően a keresztény hitre térő zsidó polgárok ügyével foglalkozott.
A háború ideje alatt, 1943-ban Serédi a formálódó modern katolikus politikai irányzat szervezését is rá bízta. 1943. augusztus 26-án a győri püspöki palotában gyűltek össze a kor katolikus közszereplői, hogy megvitassák a keresztény politizálás lehetőségeit, szembehelyezkedve a korszak kurzuspolitikájával. Az új erők és a régi szereplők kompromisszumaként létrehozta a Katolikus Szociális Népmozgalmat, melynek védnöke ő, elnöke pedig Kovrig Béla szociológus, a kolozsvári egyetem rektora lett. Később ebből a közösségből alakult meg a Demokrata Néppárt.
És aki megtagadja a kereszténység alaptörvényét a szeretetről és azt állítja, hogy vannak emberek és csoportok és fajták, melyeket gyűlölni szabad, és azt hirdeti, hogy az embereket kínozni szabad, legyenek azok akár négerek, akár zsidók, az bármennyire kérkednék is azzal, hogy keresztény, olyan, mint a pogány és nyilvános bűnös.
A német megszállás és nyilas hatalomátvétel után felekezetre és etnikumra való tekintet nélkül állt ki az üldözöttek mellett. Keményen bírálta és ostorozta a fennálló rendet, személyesen kelt a kiszolgáltatottak védelmére a német és nyilas vezetőkkel szemben (1945). Tiltakozása, kérelmei, a zsidók érdekében küldött táviratai ugyanakkor hatástalanok maradtak. A hozzá fordulók egy részét bújtatta, vagy továbbküldte az oltalomleveleket ezrével kiállító Angelo Rotta nunciushoz, vagy nővéréhez, a Magyar Vöröskeresztet vezető Apor Gizellához. Segítette a város polgári lakosságát is, a kolostorok vezetőivel együttműködve sok menekült elhelyezését biztosította, különösen Győr 1944. áprilisi bombázása után. Ebben az időszakban szoros kapcsolata alakult ki a Dunántúlon szolgáló püspökök közül Shvoy Lajos székesfehérvári és Mindszenty József veszprémi püspökkel.

### Vértanúhalála
1945. március 28-án (nagyszerdán) megkezdődött Győr ostroma. A várost a visszavonuló németek is lőtték, találatot kapott a székesegyház is. A püspök minden menekülőt befogadott, a Püspökvár pincéiben több száz ember talált menedéket. Utolsó szentmiséjét is itt mutatta be nagycsütörtökön.
Március 30-án, miután a rezidenciájára menekült asszonyok kiadását megtagadta, egy szovjet katona dulakodás közben halálosan megsebesítette. Pálffy Sándor – a püspök unokaöccse, aki akkor 17 éves volt – a nagybátyja elé ugrott és három golyót kapott. A püspököt is három golyó érte, egy a homlokát súrolta, a második a jobb karján reverendája és inge kézelőjét lyukasztotta át, a harmadik – a halálos golyó – a hasüregbe hatolt be. Apor Vilmost az ostromlott városon át kórházba szállították, és petróleumlámpa fényénél megműtötték, de április 2-án, húsvéthétfőn hajnali egy órakor belehalt sérüléseibe.
A katonák elmenekültek, senkinek sem lett bántódása. Moldova György Kádár Jánosról szóló könyvében viszont azt állítja, hogy a Magyar Kommunista Párt az országos felháborodás hatására Kádár Jánost azonnal a helyszínre küldte, s közbenjárására a szovjet hatóságok az elkövetőket bíróság elé állították, s kivégezték.

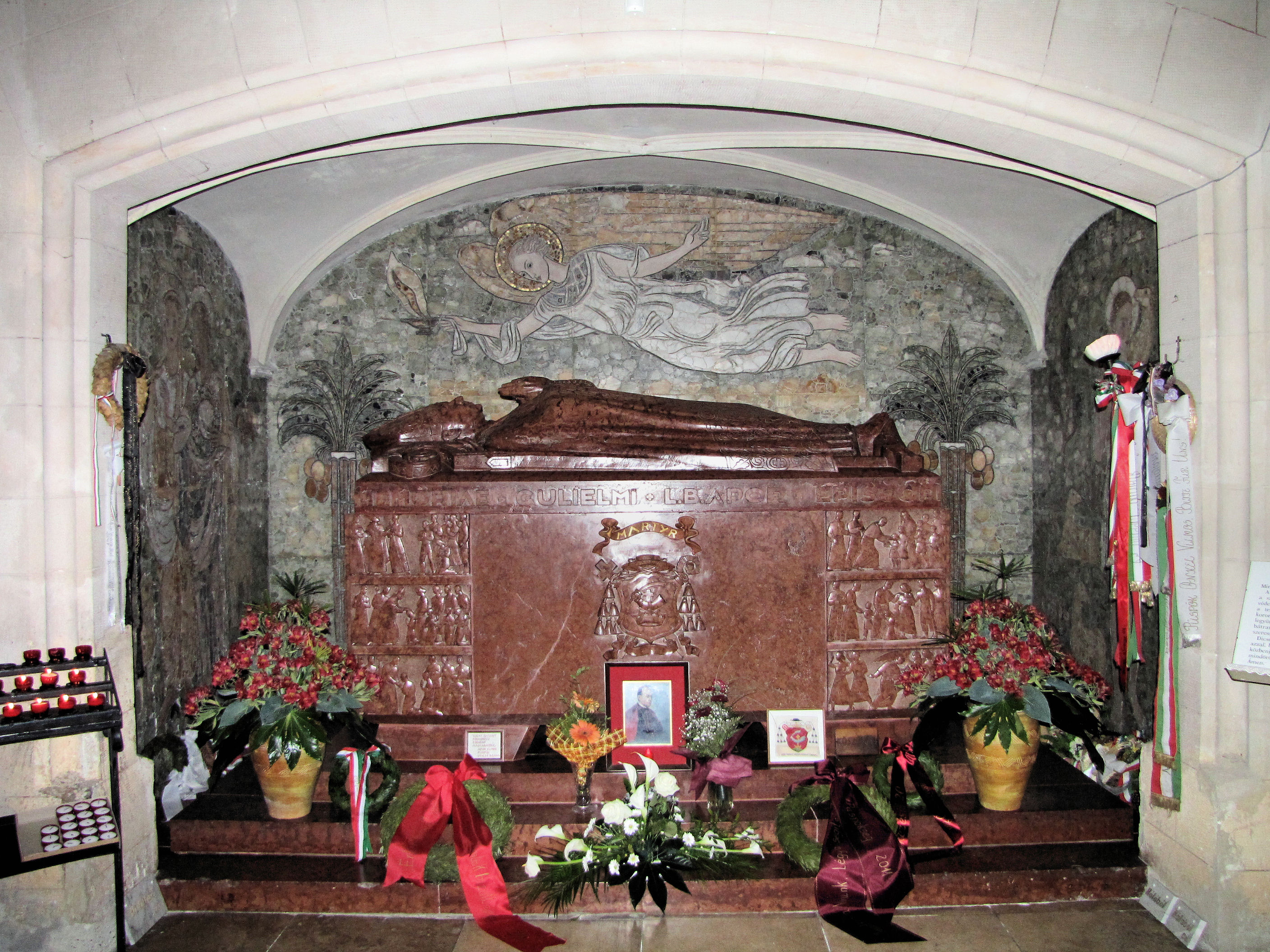
Apor Vilmos sírja Győrben, Boldogfai Farkas Sándor és Mattioni Eszter alkotása

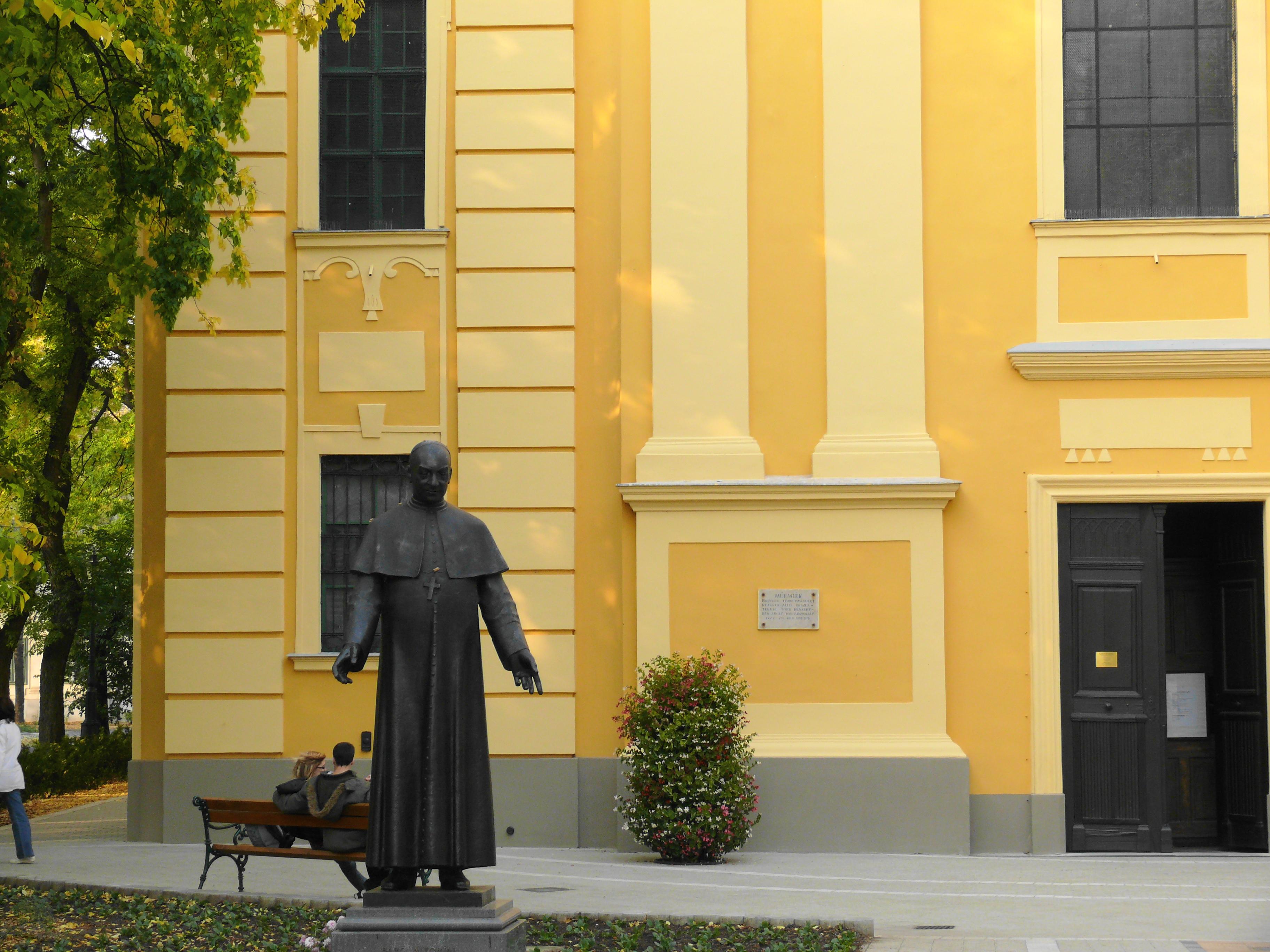
Apor Vilmos szobra Gyulán,
Bocskai Vince alkotása

Holttestét ideiglenesen a győri karmelita templom kriptájában temették el. Újratemetésére 1986. május 23-án kerülhetett csak sor, ekkor a székesegyház Héderváry-kápolnájában helyezték végső nyughelyére.

## Emléke

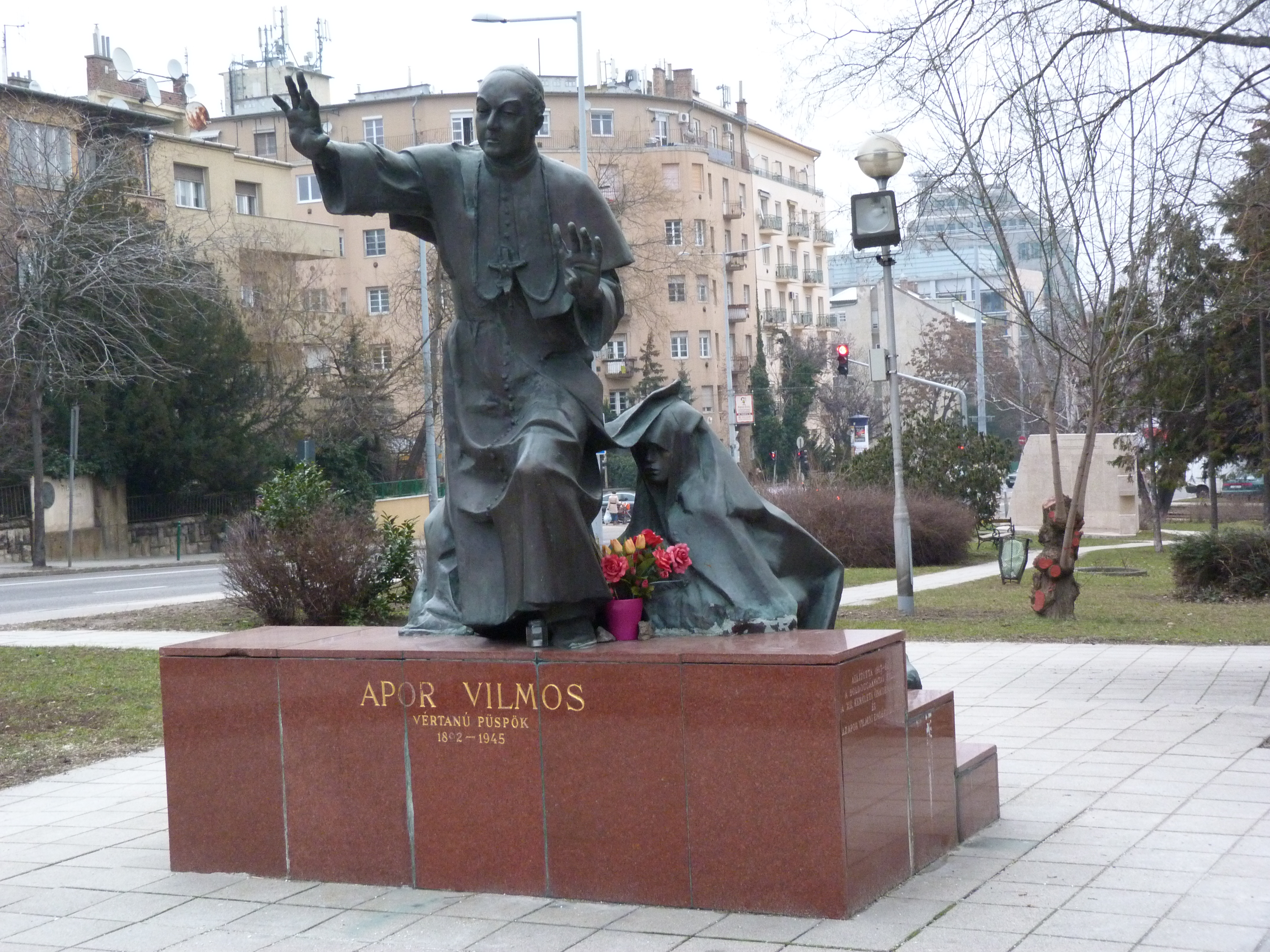
Apor Vilmos szobra Budán, a róla elnevezett téren

A vértanú püspök boldoggá avatási eljárásának megindítását gyóntatója azonnal írásban kezdeményezte. Az eljárás 1946-ban meg is indult, de 1949-ben fel kellett függeszteni, és csak 1989-ben folytatódhatott. Az előkészítés 1996-ban fejeződött be; a szükséges dokumentumokat tartalmazó pozíciót győri látogatása alkalmával adták át II. János Pál pápának, aki imádkozott is Apor Vilmos sírjánál. 1997. november 9-én a pápa boldoggá avatta a római Szent Péter téren.
Győrben posztumusz díszpolgárrá avatták 1991. október 23-án.
Budapest XII. kerületében teret neveztek el róla, ahol bronzszobrot is állítottak tiszteletére 1997-ben (Marton László alkotása). 
Gyulán 1998-ban avatták fel szobrát, Bocskai Vince szobrászművész alkotását. Ugyancsak Gyulán teret neveztek el róla. A városban két emléktáblája található, a Harruckern téren.
A Zsámbéki Katolikus Tanítóképző Főiskola 2000. január 1-jétől felvette Apor Vilmos vértanú püspök nevét, mivel amióta egyházi tulajdonba került, nevelési elvei nagyon közel állnak a főpap szellemiségéhez (a főiskola egy tűzeset miatt 2004-ben Vácra költözött). Szintén a nevét viseli a Kimle novákpusztai részén épített római katolikus templom.
A győri Püspökvárban 2012-ben helyezték el a Toronykilátó bejárata előtt Lebó Ferenc szobrászművész által készített életnagyságú szobrát. Lebó Ferenc 2001-ben a vatikáni Magyarok Nagyasszonya-kápolnába készített Apor Vilmos domborművet.
2022-ben Dér András, "Mindenkinek mindene" címmel írt színdarabot az életéből, amelyet rendezésében be is mutatott a Győri Nemzeti Színház. A püspököt a teátrum igazgatója, Bakos-Kiss Gábor alakította.
Bezenyén szobrot állítottak a templom előtt emlékére.

## Művei
- Báró altorjai Apor Vilmos győri megyéspüspök 1941. évi március hó 2-án délelőtt 1/2 10 órakor tartandó székfoglaló ünnepségének sorrendje; Győregyházmegyei Alap Ny., Győr, 1941
- A püspökszentelés szertartása. Püspökké szenteltetésem emlékére. Gyula, 1941. évi február hó 24.; Stephaneum Ny., Bp., 1941
- Apor Vilmos naplói 1. 1915–1917; sajtó alá rend. Soós Viktor Attila; Győri Egyházmegyei Levéltár, Győr, 2005
- Apor Vilmos püspöki iratai; sajtó alá rend. Soós Viktor Attila, életrajz Nemes Gábor, Soós Viktor Attila, Vajk Ádám; Győri Egyházmegyei Levéltár, Győr, 2009 (A Győri Egyházmegyei Levéltár kiadványai. Források, feldolgozások)
- Apor Vilmos püspök beszédei; sajtó alá rend. Lukácsi Zoltán; Győri Egyházmegyei Levéltár, Győr, 2012 (A Győri Egyházmegyei Levéltár kiadványai. Források, feldolgozások)
- Evangéliumot hirdetni jöttem. Válogatás Boldog Apor Vilmos vértanú püspök tanításaiból; vál., összeáll. Ábrahám Csaba, szerk. Németh Ferenc; Apor Vilmos Római Katolikus Iskola Alapítvány, Győr, 2015
- Apor Vilmos gyulai beszédei; sajtó alá rend. Lukácsi Zoltán; Győri Egyházmegyei Levéltár, Győr, 2015 (A Győri Egyházmegyei Levéltár kiadványai. Források, feldolgozások)

## Származása
| br. altorjai Apor Vilmos (Segesvár, 1892. febr. 29.– Győr, 1945. ápr. 2.) püspök | Apja: br. altorjai Apor Gábor (Bécs, 1851. ápr. 12.– Baden bei Wien, 1898. aug. 19.) államtitkár | Apai nagyapja: br. altorjai Apor Sándor (Kolozsvár, 1820. júl. 18.– Robitsch, 1867. aug. 5.) főtörvényszéki tanácsos                 | Apai nagyapai dédapja: br. altorjai Apor Lázár (Bibarcfalva, 1784. dec. 18.– Baden bei Wien, 1868. jan. 16.) cs. és kir. kamarás               |
| br. altorjai Apor Vilmos (Segesvár, 1892. febr. 29.– Győr, 1945. ápr. 2.) püspök | Apja: br. altorjai Apor Gábor (Bécs, 1851. ápr. 12.– Baden bei Wien, 1898. aug. 19.) államtitkár | Apai nagyapja: br. altorjai Apor Sándor (Kolozsvár, 1820. júl. 18.– Robitsch, 1867. aug. 5.) főtörvényszéki tanácsos                 | Apai nagyapai dédanyja: szeleci Szeleczky Karolina (Szatmár, 1793. ápr. 5.– Altorja, 1856. okt. 13.)                                           |
| br. altorjai Apor Vilmos (Segesvár, 1892. febr. 29.– Győr, 1945. ápr. 2.) püspök | Apja: br. altorjai Apor Gábor (Bécs, 1851. ápr. 12.– Baden bei Wien, 1898. aug. 19.) államtitkár | Apai nagyanyja: Von Stresow Sarolta (Riga, 1829. jún. 24.– Baden bei Wien, 1902. nov. 8.)                                            | Apai nagyanyai dédapja: Von Stresow Johann Heinrich (Riga, 1798. feb. 5.– Riga, 1837. jan. 30.) kereskedő                                      |
| br. altorjai Apor Vilmos (Segesvár, 1892. febr. 29.– Győr, 1945. ápr. 2.) püspök | Apja: br. altorjai Apor Gábor (Bécs, 1851. ápr. 12.– Baden bei Wien, 1898. aug. 19.) államtitkár | Apai nagyanyja: Von Stresow Sarolta (Riga, 1829. jún. 24.– Baden bei Wien, 1902. nov. 8.)                                            | Apai nagyanyai dédanyja: Von Knorring Anna Charlotte (1802. aug. 9.– Graz, 1860. nov. 18.)                                                     |
| br. altorjai Apor Vilmos (Segesvár, 1892. febr. 29.– Győr, 1945. ápr. 2.) püspök | Anyja: gr. erdődi Pálffy Fidele (Pozsony, 1863. okt. 8.– Budapest, 1934. okt. 20.)               | Anyai nagyapja: gr. erdődi Pálffy Géza (Pozsony, 1834. márc. 23.– Bécs, 1898. okt. 17.) cs. és kir. kamarás                          | Anyai nagyapai dédapja: gr. erdődi Pálffy János (Vöröskő, 1797. jún. 7.– Pozsony, 1870. dec. 13.) cs. és kir. kamarás                          |
| br. altorjai Apor Vilmos (Segesvár, 1892. febr. 29.– Győr, 1945. ápr. 2.) püspök | Anyja: gr. erdődi Pálffy Fidele (Pozsony, 1863. okt. 8.– Budapest, 1934. okt. 20.)               | Anyai nagyapja: gr. erdődi Pálffy Géza (Pozsony, 1834. márc. 23.– Bécs, 1898. okt. 17.) cs. és kir. kamarás                          | Anyai nagyapai dédanyja: gr. monyorókeréki és monoszlói Erdődy Amália (Zágráb, 1800. ápr. 29.– Pozsony, 1867. ápr. 24.) csillagkeresztes hölgy |
| br. altorjai Apor Vilmos (Segesvár, 1892. febr. 29.– Győr, 1945. ápr. 2.) püspök | Anyja: gr. erdődi Pálffy Fidele (Pozsony, 1863. okt. 8.– Budapest, 1934. okt. 20.)               | Anyai nagyanyja: gr. monyorókeréki és monoszlói Erdődy Gizella (Razvar, 1835. jan. 16.– Moson, 1914. jan. 7.) csillagkeresztes hölgy | Anyai nagyanyai dédapja: gr. monyorókeréki és monoszlói Erdődy Károly (1793. febr. 10.– 1873. febr. 20.) Varasd vármegye főispánja             |
| br. altorjai Apor Vilmos (Segesvár, 1892. febr. 29.– Győr, 1945. ápr. 2.) püspök | Anyja: gr. erdődi Pálffy Fidele (Pozsony, 1863. okt. 8.– Budapest, 1934. okt. 20.)               | Anyai nagyanyja: gr. monyorókeréki és monoszlói Erdődy Gizella (Razvar, 1835. jan. 16.– Moson, 1914. jan. 7.) csillagkeresztes hölgy | Anyai nagyanyai dédanyja: gr. Chamare-Harbuval Henrietta (1795. jan. 29.– 1841. febr. 18.) csillagkeresztes hölgy                              |